# Акопян Левон Оганесович
Левон Оганесович Акопян (нар. 9 вересня 1953, Єреван, Вірменська РСР, СРСР) — вірменський та російський музикознавець. Завідувач відділом сучасних проблем музичного мистецтва Державного інституту мистецтвознавства. Доктор мистецтвознавства. Онук архітектора Марка Григоряна, брат журналіста Марка Григоряна.
Закінчив Єреванський університет як мікробіолог, а потім Єреванську консерваторію як музикознавець.
Працював в Інституті мистецтв АН Вірменії, займаючись проблемами середньовічного вірменського церковного співу, захистив кандидатську дисертацію на цю тему в московському Державному інституті мистецтвознавства.
З початку 1990-х років живе в Москві, докторська дисертація «Аналіз глибинної структури музичного тексту» опублікована в 1995 р. окремим виданням.
Акопяну належить монографія «Шостакович. Досвід феноменології творчості» (СПб., 2004), в якій, на думку рецензента, «стикаються два завдання: створити виразну феноменологическую інтерпретацію творчості Шостаковича і дати його повний огляд», внаслідок чого книга «відкриває нові горизонти». Крім того, він випустив популярну книгу «Моцарт. Путівник» (М., 2006) і призначений зарубіжної аудиторії огляд «Музика радянської епохи. 1917—1987» (англ. Music of the Soviet Age, 1917-1987; Стокгольм, 1998). Однак найбільш помітними працями Акопяна стали його роботи над скороченим російським виданням «Музичного словника Гроува» (2001, 2-е вид. 2007) та авторською енциклопедією «Музика XX століття. Енциклопедичний словник».
Виступає також у ролі перекладача; серед виконаних Акопяном перекладів — «Загальна психопатологія» Карла Ясперса, збірник «Карл Густав Юнг про сучасні міфи» та ін
Левон Оганесович довгий час успішно виступав у відомому інтелектуальному телешоу «Своя гра». У 1997 і 98 роках він доходив до фіналу циклів «Золотої дюжини».